# Tom Riley
Tom Riley (5 de abril de 1981, Maidstone, Kent, Inglaterra) é um ator inglês.

## Filmografia

### Cinema
| Ano  | Título                                       | Personagem     |
| ---- | -------------------------------------------- | -------------- |
| 2006 | A Few Days In September                      | David          |
| 2007 | Return To House On Haunted Hill              | Paul           |
| 2007 | I Want Candy                                 | Joe            |
| 2008 | Close                                        | Rob            |
| 2009 | Curiosity                                    | Mike           |
| 2009 | Happy Ever Afters                            | Freddie Butler |
| 2009 | St Trinian's 2: The Legend of Fritton's Gold | Romeo          |
| 2010 | Batman                                       | Magpie         |
| 2011 | Chemistry                                    | Eric           |
| 2013 | AIR                                          | Nick           |

### Televisão
| Ano     | Título                                | Personagem        |
| ------- | ------------------------------------- | ----------------- |
| 2006    | Casualty 1906                         | Dr. James Walton  |
| 2006    | Freezing                              | Dave Beethoven    |
| 2007    | Miss Marple: Ordeal By Innocence      | Bobby Argyle      |
| 2007    | Casualty 1907                         | Dr James Walton   |
| 2007    | Lewis: And The Moonbeams Kiss The Sea | Philip Horton     |
| 2008    | Freezing                              | Dave Beethoven    |
| 2008    | Lost In Austen                        | Mr. Wickham       |
| 2008    | Poirot: Appointment With Death        | Raymond           |
| 2009    | No Heroics                            | Nigel/Brainstorm  |
| 2009    | Bouquet of Barbed Wire                | Gavin Sorensen    |
| 2010    | Bedlam                                | Rob               |
| 2010    | Monroe                                | Laurence Shepherd |
| 2012    | Twenty Twelve                         | Christian Jebb    |
| 2012    | Monroe series 2                       | Laurence Shepherd |
| 2013–15 | Da Vinci's Demons                     | Leonardo Da Vinci |
| 2014    | Doctor Who                            | Robin Hood        |